# 大島さと子
大島 さと子（おおしま さとこ、1959年9月17日 - ）は、日本の女優、タレント、司会者。旧芸名は大島 智子（読み方同じ）。
神奈川県川崎市高津区出身。所属事務所はキャストパワー。身長161cm、血液型はA型。姉がいる
。2024年現在はハワイ在住。

## 来歴・人物
フェリス女学院中学校・高等学校を経て、成城大学文芸学部を卒業。中高時代は演劇部に所属し、男役ばかりを担当していた。
大学在学中に公開された1978年の映画『ナイル殺人事件』のイメージ・ガール（「ミス・ナイル」）を経て、『明るい農村』（NHK総合テレビ）のリポーターとしてデビュー。フリーアナウンサーとして『ビバ!ジャイアンツ』（日本テレビ）の司会者を井上純一と共に務めた。『プロ野球ニュース』（フジテレビ）のアシスタントも一時期務めるなど、様々な情報番組、バラエティー番組に出演したが、1990年代ごろからは女優業にも進出。
2006年10月2日から2012年9月28日まで『レディス4』（テレビ東京）の総合司会を務め、また同時期にはニホンモニター社調べ「2011タレント番組出演本数ランキング」で7位（女性部門では2年連続1位）にランクインした。
長年独身を貫き「出会いがない」などと、『さんまのまんま』での明石家さんまや『笑っていいとも!』でのタモリなどから独身についてネタにされるのが恒例となっていたが、2012年10月5日、自身の誕生日である9月17日にアメリカ合衆国ハワイ州在住の英会話学校経営者の男性と結婚し（交際期間は約8年）ハワイに移住していたことを明らかにした。
『レディス4』で共演した今泉清保によれば、大島は今泉が『レディス4』をやることになった時、親交があった岡江久美子に今泉がどんな人なのかと尋ねたという。岡江は（はなまるマーケットでも今泉と共演していたため）「今泉さんだったら大丈夫、何も心配もない」と言った。今泉はこの件を『レディス4』の降板から地元の放送局（青森テレビ）へ移した後のSNSで語っている。

## 出演

### テレビドラマ
NHK総合
- 精霊流し〜あなたを忘れない〜（2002年）

日本テレビ
- 日曜はダメよ（1993年） - 和田光恵 役
- 禁断の果実（1994年） - 今村綾 役
- STATION（1995年）
- 火曜サスペンス劇場
  - 「下町葬儀屋事件簿」（1995年） - 瀬田峰子 役
  - 「同姓同名」（1998年） - 主演・鈴木里子 役
  - 「刑事・鬼貫八郎10」（1999年） - 露木朝子 役
  - 「監察医・室生亜季子29」（2001年） - 高木美加 役
  - 「警視庁鑑識班16」（2003年） - 篠田雅美 役
  - 「松原完治 お金ちょうだい致します」（2004年） - 持田春子 役
- たたかうお嫁さま（1995年）
- 三姉妹探偵団（1998年） - 倉茂春子 役
- よい子の味方〜新米保育士物語〜（2003年） - 進藤泉水 役
- ギャルサー（2006年） - 柳下恵美子 役
- 24時間テレビスペシャルドラマ 生きてるだけでなんくるないさ（2011年） - 石嶺美香の母 役
- ゴーストママ捜査線〜僕とママの不思議な100日〜（2012年） - 三船美和子 役
- 花咲舞が黙ってない 第2シリーズ（2015年） - 真藤嘉子 役

TBS
- 花王愛の劇場
  - 「ああ相続」（1991年）
  - 「ああ母さん」（1992年）
  - 「天国からもういちど」（1993年）
- あの日の僕をさがして（1992年4月 - 6月） - 佐伯京子 役
- オトコの居場所（1994年） - 三木洋子 役
- ドラマ30（毎日放送）
  - 「愛の産科」（1996年）
  - 「幽霊ママ」（1998年） - 伊吹令子（田中花子） 役
  - 「いのちの現場から」（2004年 - 2006年） - 高間由希子 役
- 月曜ドラマスペシャル
  - 「松本清張特別企画・聞かなかった場所」（1997年） - 浅井英子 役
  - 「一色京太郎事件ノート7」（1998年） - 森下梢 役
  - 「家庭欄記者・鍋嶋六郎」（1999 - 2000年） - 鍋嶋萠子 役
  - 「浅見光彦シリーズ15」（2001年） - 本橋丹那子 役
- ふたりのシーソーゲーム（1996年） - 大沢彩子 役
- 恋を何年休んでますかスペシャル（2002年）
- 月曜ミステリー劇場
  - 「カードGメン・小早川茜6-特命-」（2003年6月2日）
  - 「新・女借金取りが行く」（2003年11月）
  - 「ざこ検事 潮貞志の事件簿」（2002年 - 2005年） - 北里宏子 役
  - 「走れ!事件記者娘に捧げる最後のスクープ」（2006年2月）
- 世界の中心で、愛をさけぶ（2004年） - 松本富子 役
- 獄窓記（2005年4月）
- 正しい恋愛のススメ（2005年） - 岬玲子 役（主演）
- 月曜ゴールデン
  - 「財務捜査官 雨宮瑠璃子8」（2014年） - 笹永美弥子 役
  - 「山村美紗サスペンス 狩矢警部シリーズ14」（2014年） - 季美子 役
- 天皇の料理番（2015年） - 高浜ハル江 役[8]

フジテレビ
- 同・級・生（1989年）
- 愛しあってるかい!（1989年） - 遠藤知恵子 役
- 木曜の怪談怪奇倶楽部（1995年 - 1996年） - のぼるの母 役
- 輝く季節の中で（1995年）
- 世にも奇妙な物語「マエストロ」（1995年8月）
- 金曜エンタテイメント
  - 「山形・高知殺意の二十奏」（1997年5月）
  - 「特ダネカメラマン長谷川隆一の事件ファイル」（1998年）
  - 「地獄の花嫁3」（2002年） - 藤田美矢（豊田渚） 役
  - 「着物デザイナー黛涼子の推理紀行4」（2005年7月1日） - 捧綾
- モナリザの微笑（2000年） - 坂崎歌子 役
- 非婚家族（2001年）
- ダイヤモンドガール（2003年） - 田中悦子 役
- ほんとにあった怖い話（2004年）
- ワンダフルライフ（2004年） - 小野田早苗 役
- 金曜プレステージ
  - 「屋台弁護士」（2005年 - ） - 村雨典子 役
  - 「十津川刑事の肖像4」（2011年5月27日） - 新山春江 役
  - 「女医・倉石祥子3 〜死の最終診断〜」（2014年6月13日） - 寺内美子 役
- 離婚弁護士（2006年） - 清水薫
- 1リットルの涙 特別編〜追憶〜（2007年） - 長嶋恭子（みずきの母） 役
- トクチョウの女〜国税局特別調査部〜（2017年） - 姫野純子 役

テレビ朝日
- 八神くんの家庭の事情（1994年、朝日放送）
- 土曜ワイド劇場
  - 「温泉若おかみの殺人推理」（1994 - 1995年） - 主演
  - 「街角の切り花」（1994年）
  - 「誘拐された夏」（1996年6月） - 主演
  - 「巡査鉄兵の推理日誌 -顔と名前のない死体!-」（1999年）
  - 「船長シリーズ13〜名古屋・函館太平洋愛と死の航路」（2001年）
  - 「炎の警備隊長・五十嵐杜夫」（2003年 - 、朝日放送） - 坂本華 役
  - 「検事・朝日奈耀子」（2003年 - ） - 宮崎礼子 役
  - 「美人三姉妹の推理旅行」（2004 - 2007年） - 大城彩（長女） 役
  - 「ドクVSデカ」（2003年 - ） - 浅沼桂子 役
  - 「フリー女子アナの殺人リポート2」（2006年） - 財前環 役
  - 「100の資格を持つ女〜ふたりのバツイチ殺人捜査〜7」（2013年、朝日放送） - 桑田景子 役
  - 「温泉 (秘) 大作戦18」（2016年、朝日放送） - 蓮見冴子 役
- 天国のKiss（1999年） - 篠原優子 役
- はぐれ刑事純情派
  - 第12シリーズ（1999年） - 島村恵子 役
  - （2001年）
  - （2002年） - 坂井香奈子 役
- 天の瞳（2000年3月25日）
- 最後の家族（2001年）
- 京都迷宮案内4#5（2002年）
- オヤジ探偵 第2シリーズ（2002年） - 水元尚子 役
- 4姉妹探偵団（2008年） - 小西清子 役
- アイムホーム（2015年） - 北村和子 役
- 刑事7人（2015年） - 小畑章枝 役
- 科捜研の女
  - 第16シリーズ（2016年） - 芳賀和香子 役
  - 第21シリーズ（2022年） - 勝又潤子 役
- 特捜9（2018年） - 太田恵子 役
- 家政夫のミタゾノ（2019年） - 丹波悦代 役
- 相棒 Season21（2023年） - ノエル・美智子（大塚美智子） 役

テレビ東京
- 女と愛とミステリー
  - 「刑法第三十九条 フラッシュ・バック」（2001年） - 天宮初美 役
  - 「犯罪交渉人ゆり子1」（2001年） - 夏目美樹 役
  - 「保険調査員・蒲田吟子3」（2002年） - 田中朋美
  - 「不倫調査員・片山由美6」（2004年） - 岩田亜紀子 役
- 水曜ミステリー9
  - 「警視庁黒豆コンビ」（2005年）
  - 「神楽坂署生活安全課 花街欲望の殺意」（2006年6月） - 本木瑞枝 役
  - 「港町人情ナース3」（2008年7月） - 矢崎しのぶ 役
  - 「作家探偵・山村美紗 京都・東山 密室トリック殺人事件」（2012年4月） - 榊めぐみ 役
  - 「捜査検事・近松茂道13 せとうち望郷殺人事件」（2013年5月） - 中村宏美 役
  - 「信州山岳刑事 道原伝吉2 北アルプス殺人行」（2014年） - 中倉千恵 役
- 嬢王（2005年） - 藤崎美津子 役
- 望郷の窓〜病と差別の真実〜（2006年12月）
- レンタルなんもしない人（2020年） - 小西恵子 役

### 情報番組
| 期間           | 期間          | 番組名                                      | 役職                                                                                |
| -------------- | ------------- | ------------------------------------------- | ----------------------------------------------------------------------------------- |
| 1982年4月      | 1983年3月     | ザ・コンピニオン（朝日放送）                | アシスタント                                                                        |
| 1987年4月4日   | 1988年3月27日 | プロ野球ニュース（フジテレビ）              | 休日版キャスター ※『FNNニュース工場』→『FNN Date Line』に内包、天気予報も伝えていた |
| 1992年10月     | 1993年2月     | 素敵な気分De!（TBS）                        | 月・水・金曜日担当司会                                                              |
| 1992年10月7日  | 1994年3月30日 | EXテレビ（日本テレビ）                      | 水曜日レギュラー出演                                                                |
| 1993年10月21日 | 1994年3月17日 | 板東英二のズバリ!直球勝負（よみうりテレビ） | 司会                                                                                |
| 1996年10月     | 1997年3月     | 素敵なあなた（TBS）                         | メインキャスター                                                                    |
| 2006年10月     | 2012年9月     | レディス4（テレビ東京）                     | メイン司会                                                                          |
| 2008年10月     | 2011年9月     | FINE!（テレビ東京）                         | 『レディス4』側での司会                                                             |

### バラエティ・特別番組・その他
- 明るい農村（NHK総合） - リポーター
- ビバ!ジャイアンツ（1982年4月 - 1986年9月、日本テレビ） - 司会
- グッドモーニング（1984年4月 - 1986年9月、テレビ朝日） - 司会
- 貴女も社長ハイ&ロー（1984年10月 - 1985年3月、TBS） - 出題者
- E子のランチタイム（1986年11月 - 1989年3月、テレビ東京） - 司会
- キラリ!!美少女（1988年4月 - 9月、テレビ朝日） - 錦織一清と共に司会
- とれんでぃ9（1988年10月 - 12月、テレビ朝日） - 司会
- クイズ!!ひらめきパスワード（1988年4月 - 1992年3月、毎日放送） - レギュラー解答者[9]（なお1991年1月から最終回までは、5代目キャプテンを担当）
- 無重力クイズ スペースチャレンジャー（1989年3月 - 9月、RKB毎日放送）
- オレたちひょうきん族（1989年4月 - 8月、フジテレビ） - レギュラー出演
- 男のBEタイム（1989年10月 - 1990年6月、テレビ東京） - 司会
- 花王名人劇場・ビートたけしの日本BAKA党宣言（1990年、関西テレビ） - アシスタント
- 蝶々・たけしの21世紀まで待てない!! （1990年10月 - 1991年3月、よみうりテレビ） - レギュラー出演
- 三枝の愛ラブ!爆笑クリニック（関西テレビ） - パネラー
- 第２３回年忘れにっぽんの歌（1990年12月31日、テレビ東京） - 司会
- スペンサーの喫茶店（1991年7月 - 1996年2月、東海テレビ） - 司会
- オールスター感謝祭（1991年秋 - 準レギュラー回答者・しばらく出ず、2015年春に久々に出演、TBS） - 準レギュラー回答者
- たけしのお年玉だよ!!初笑い海外演芸慰問団（1992年1月2日、TBS） - 司会
- 不思議な世界!→やっぱり不思議!?（1992年4月 - 1993年9月、テレビ東京） - 司会
- ワールド・ファッション・リボート（1994年、NHK総合） - 司会
- なるほど!ザ・ワールド（1994年、フジテレビ）（主に東ちづるとペアを組んで出場していた。）
- アカデミー賞を占う（1994年、日本テレビ） - 司会
- スーパーサンデー 「ゴジラが見た日本」（テレビ朝日） - 司会
- 登竜門（1995年、NHK総合） - 司会
- スーパーサンデー 「驚きの日本 東京再発見」（テレビ朝日） - 司会
- 大島さと子のなるほどテレビ（1996年10月 - 12月、テレビ東京） - 司会
- 夢用絵の具（1997年4月 - 1998年3月、NHK総合） - 司会
- 大島さと子の得だね!省エネ（1997年9月 - 12月、テレビ東京） - 司会
- キッチントーク 渡辺さんちの台所（2000年3月 - 2001年1月、CBCテレビ） - レギュラー出演
- Jプラス1（2000年11月 - 2005年3月、BSジャパン） - 司会
- ぱーてぃーぼっくす（2002年2月 - 6月、イーピー放送） - 司会
- 大島さと子のマイホーム大作戦（2002年5月 - 9月、北陸電力） - 司会
- クイズプレゼンバラエティー Qさま!!（テレビ朝日） - 不定期

### ラジオ番組
- 松下賢次の歌謡大放送（1986年10月 - 1987年、TBSラジオ）
- リゾートウィンド（1987年10月 - 1988年、FM横浜）
- アフタヌーン・ブリーズ（1990年4月 - 12月、FM東京）
- トワイライト・エキスプレス（1991年7月 - 1994年3月、FM大阪）
- 大島さと子のお話コレクション（2002年3月 - 2004年3月、FMむつ）
- PRECIOUS TIME（2005年4月 - 2006年9月、Nack5・FM大阪）
- ON THE WAY COMEDY 道草（2006年、TOKYO FM）

### CM
- 富士通 - 『コンピュートないと』（テレビ東京）内で放映のインフォマーシャル
- フォーマルクライン - 基礎化粧品「フォーマルクライン」（テレビショッピング、2017年-）

### 映画
- きらきらひかる（1992年、ヘラルド・エース＝日本ヘラルド） - 伊藤瑞穂 役
- メトレス（2000年、松竹） - 絵里 役
- 仔犬ダンの物語（2002年、東映） - 森下弓子 役
- チェケラッチョ!!（2006年、東宝） - 伊坂和子 役
- おかえり、はやぶさ（2012年、松竹） - 見学客 役
- お終活 熟春!人生、百年時代の過ごし方（2021年、イオンエンターテイメント） - 和子役
- 愛国女子—紅武士道（2022年、日活） - 大和陽子 役

### 舞台
- Big（2000年8月、東京国際フォーラム）
- Run for Your Wife 走れ!!スミス（2001年11月・2003年6月、新宿シアターアプル）